# Amber Marshall (Tennisspielerin)
Amber Marshall (* 19. Juli 2001 in Gulfview Heights) ist eine australische Tennisspielerin.

## Karriere
Marshall konnte bisher einen ITF-Doppeltitel gewinnen. An der Seite von Alexandra Bozovic triumphierte sie im Dezember 2019 bei den Australian-Open-Wildcard-Playoffs im Doppel. Die Paarung gewann das Finale gegen Gabriella Da Silva Fick/Olivia Tjandramulia mit 6:2 und 6:3 und erhielt dafür eine Wildcard für die Doppelkonkurrenz bei den Australian Open 2020 an der Seite von Alexandra Bozovic.

## Turniersiege

### Doppel
| Nr. | Datum            | Turnier    | Kategorie   | Belag     | Partnerin        | Finalgegnerinnen           | Ergebnis |
| --- | ---------------- | ---------- | ----------- | --------- | ---------------- | -------------------------- | -------- |
| 1.  | 16. Februar 2019 | Port Pirie | ITF $15.000 | Hartplatz | Valentina Ivanov | Patricia Böntgen Lisa Mays | 7:5, 6:2 |